# Cornufer caesiops
Espèce
Synonymes
- Platymantis caesiops Kraus & Allison, 2009

Cornufer caesiops est une espèce d'amphibiens de la famille des Ceratobatrachidae.

## Répartition
Cette espèce est endémique de Nouvelle-Bretagne en Papouasie-Nouvelle-Guinée. Elle se rencontre de 800 à 950 m d'altitude dans les monts Nakanai.

## Description
Les mâles mesurent de 18,8 à 23,3 mm et les femelles de 22,4 à 25,5 mm.

## Publication originale
- Kraus & Allison, 2009 : New species of frogs from Papua New Guinea. Bishop Museum Occasional Papers, vol. 104, p. 1-36 (texte intégral).